# Angie Bolen
Angie Bolen es un personaje ficticio de la serie Desperate Housewives de ABC. El personaje es interpretado por Drea de Matteo, quién es doblada en España por Marta García. 

## Información
Angie Bolen vivía en NY, pero se muda a Wisteria Lane, a la casa de Mary Alice.

## Sexta temporada
La mudanza al barrio más misterioso de la televisión no podía ser simplemente por querer cambiar de aires. A lo largo de la sexta temporada se descubre la verdad sobre el pasado de Angie y el significado de su cicatriz en la espalda. Todo se debe a la aparición de un nuevo personaje por culpa de una conversación desafortunada de Gaby en Nueva York. Además este misterio traerá una nueva muerte a Wisteria Lane. Se mudará a Atlanta tras todos los sucesos con su pareja.

## Curiosidades
Anteriormente su nombre sería Sara Vitale, pero fue cambiado a Angie Bolen. En el episodio 6x07 aparece uno casal en el bufê de Bree cuyo sobrenombre es Vitale.
- Datos: Q926106